# Río Cárdenas
El río Cárdenas es un curso de agua del norte de la península ibérica, afluente del Najerilla por la izquierda. Discurre por la comunidad autónoma de La Rioja.

## Curso
El río discurre por la comunidad autónoma española de La Rioja. Nace en las laderas del Pancrudo, en el término denominado «Aguas Cárdenas» en la sierra de la Demanda, o montes Distercios, y discurre entre hayedos y lugares llenos de historia y literatura medieval por las términos municipales de San Millán de la Cogolla, Berceo, Badarán y Cárdenas hasta desembocar en el río Najerilla.
Aparece descrito en el quinto volumen del Diccionario geográfico-estadístico-histórico de España y sus posesiones de Ultramar de Pascual Madoz con las siguientes palabras:

CARDENAS: r. en la prov. de Logroño, part. jud. de Nájera: nace á la falda de la sierra de San Lorenzo, junto al monte llamado de Pancrudo, inmediato á la v. de San Millan de la Cogolla: en su curso de 3 leg. de S: á N., cruza los térm. y pueblos de San Millan, Berceo, Badaran y Cardenas, tomando el nombre de este último para desaguar en el Najerilla, mas abajo del puente de Arenzana. En su tránsito se le juntan el riach. llamado Pazuengos, y las aguas que en tiempos de copiosas lluvias se desprenden de las cumbres de las sierras y montes que encuentra á su paso. Cuando esto sucede, aunque comunmente es de escaso caudal, pero perenne, lo aumenta considerablemente causando mucho daño á sus riberas; sus aguas se utilizan para el riego de algunas tierras de los pueblos mencionados, que se hallan á su der. é izq., dando al propio tiempo impulso á 6 molinos harineros: en él se crian truchas y barbos escelentes, no habiendo para su paso mas que el puente que le atraviesa junto á Badaran.
(Madoz, 1846, p. 553)